# Dorothy Steel
Dorothy Steel (* 23. Februar 1926 in Detroit; † 15. Oktober 2021 ebenda) war eine amerikanische Schauspielerin, die ihre Karriere mit 88 Jahren begonnen hatte.

## Leben und Karriere
Steel wuchs in Detroit auf und arbeitete als Steuerbeamtin für die Bundessteuerbehörde Internal Revenue Service bis zu ihrem Ruhestand im Dezember 1984. Zwanzig Jahre lebte sie auf den Jungferninseln, bis sie in die Nähe ihres Sohnes und Enkels nach Georgia zog, wo sie in College Park wohnte. Bis zu ihrem 86. Lebensjahr betrieb sie Bowling. In Georgia besuchte sie regelmäßig einen Seniorentreff und begann in den dort aufgeführten Theaterinszenierungen aufzutreten, ohne jemals zuvor geschauspielert zu haben. Dadurch erhielt sie mit 89 Jahren eine Agentin und erste Rollen in Werbespots und mehrere Auftritte in der Seifenoper Saints & Sinners.
Ihren bekanntesten Auftritt in ihrem größten Film hatte sie mit 92 Jahren in Black Panther. Als sie im November 2016 das Angebot erhielt, lehnte sie zunächst ab, weil sie in ihrem Alter nicht an einer Comicverfilmung interessiert war und einen afrikanischen Akzent hatte lernen müssen, aber wurde von ihrem Enkel überzeugt. Sie lernte für ihr Vorsprechen täglich Reden von Nelson Mandela auf YouTube und erhielt, nachdem sie ihr Video eingesandt hatte, bereits nach einer Stunde eine Antwort von Marvel und einen Tag später die Rolle.
Steel spielte auch für die Fortsetzung Black Panther: Wakanda Forever (2022), in dem sie posthum zu sehen ist; als während der Dreharbeiten sich ihre Gesundheit verschlechterte, wurde sie nach Detroit geflogen, wo sie am 15. Oktober 2021 in ihrem Heim verstarb.

## Filmografie
- 2015: The Trouble with Going Somewhere (Fernsehserie, 1 Episode)
- 2016: Black Majick (Kurzfilm)
- 2016: The Refuge (Kurzfilm)
- 2016: Merry Christmas, Baby (Fernsehfilm)
- 2016, 2018: Saints & Sinners (Fernsehserie, 4 Episoden)
- 2017: Daisy Winters (Kinofilm)
- 2018: Black Panther (Kinofilm)
- 2019: Dancing Queens (Kinofilm)
- 2019: Christmas Wishes and Mistletoe Kisses (Fernsehfilm)
- 2019: The Oval (Fernsehserie, 1 Episode)
- 2019: Jumanji: The Next Level (Kinofilm)
- 2022: Black Panther: Wakanda Forever (Kinofilm)